# Winrich von Kniprode
Winrich von Kniprode je bil 22. veliki mojster Tevtonskega viteškega reda, na položaju od okoli 1351 do 1382, * okoli 1310, Knipprath, Monheim am Rhein, † 24. junij 1383, Marienburg. 
Pod njegovim vodstvom, ki je bilo najdaljše v zgodovini reda, je Tevtonski red doživel vrh svoje moči. Bil je eden od najuspešnejših velikih mojstrov reda v celi zgodovini njegovega obstoja.

## Življenje
Winrich von Kniprode je izhajal iz viteške družine iz spodnjega Porenja. Rodil se je okoli leta 1310 v Knipprathu, nekdanjem okrožju Monheim am Rhein, po katerem je družina dobila ime. O tem, kdaj je vstopil viteški v red, ni nič znanega. Prvič je omenjen kot spremljevalec oskrbnika pruske Nizozemske leta 1334. V obdobju od  leta 1338 do 1341 je bil Winrich von Kniprode poveljnik Danziga in leta 1342 poveljnik Balge. V času velikega mojstra Ludolfa Königa von Wattzaua je  od 1341 do 1346 vodil vojsko reda kot redov maršal in poveljnik Königsberga.
Njegov predhodnik na položaju  velikega mojstra Heinrich Dusemer ga je leta 1346 imenoval za velikega poveljnika. Kot tak je pozimi 1348 skupaj z maršalom reda Ottom von Danfeldom zmagal nad vojsko litovskega velikega vojvode Kęstutisa v bitki pri Strevi jugovzhodno od Kaunasa.
Po abdikaciji Heinricha Dusemerja zaradi bolezni je bil Winrich von Kniprode 14. septembra 1351 izvoljen za velikega mojstra reda. Na tem položaju je ostal do svoje smrti leta 1382, s čimer je postal veliki mojster reda z najdaljšim stažem. Njegovo vladanje velja za vrhunec v zgodovini reda. 
Takrat je med zahodnoevropskim plemstvom postalo moderno odhajati na tako imenovana vojna potovanja proti Litvi. S tem se je na specifičen način nadaljevala tradicija križarskih vojn. Winrichu je uspelo te vojaške ambicije zahodnega plemstva postaviti v službo reda. Red je pod Kniprodesovim okriljem vplival tudi na notranjepolitične odnose v Litvi, na primer na medsebojno sovražna kneza Jogailo,  kasnejšega poljskegha kralja Vladislava II.,  in njegovega strica in tekmecem Kęstutisa.
Red je posodobil državno upravo in trajnostno spodbudil gospodarstvo. Ustanovil je lastno trgovsko organizacijo, ki jo je zastopal tako imenovani Großschäffer in je bila konkurent  Hanse. Zelo donosen se je izkazal na primer monopol nad trgovanjem z jantarjem. Poseljevanje v tako imenovani divjini, pragozdnem območju na meji z Litvo,  se je nadaljevalo po načrtu. Pomembne uspehe je redovo gospodarstvo beležilo predvsem v ovčereji, čebelarstvu in vinogradništvu. V boju proti oderuškim obrestnim meram so najvišjo dovoljeno obrestno mero znižali z 12,5 % na 10 %. Hkrati so se začeli kovati novi srebrniki: šiling za 12 fenigov, polšoter za 16 fenigov in četrtak za 4 fenige. Dokončno se je uveljavil naslednji denarni sistem:  1 pruska marka = 60 šilingov = 720 pfenigov.
V dolgi vojni proti Litvi je vojska, ki sta jo vodila on in maršal reda Henning Schindekopf, odločilno zmagala nad litovsko vojsko v bitki pri Rudau severno od Königsberga 17. februarja 1370.
V njegovem času je v redu zavel močan posvetni duh. Winrich se je proti temu boril z uvedbo nakakšnega sistema rotiranja znotraj srednjih in višjih poveljstev reda. Poleg tega so bili uvedeni nenapovedani obiski v posameznih poveljstvih in sprejeti ukrepi za krepitev reda in discipline. Naraščajočo težnjo po pompu so preprečili s strožjim kodeksom oblačenja. Za vzdrževanje vojaške sposobnosti prebivalstva  so se občasno izvajale vaje rezervistov.
Hkrati je Winrich poskušal dvigniti tudi splošno raven izobrazbe. V mestih so bile ustanovljene splošne šole, v Marienburgu pa je bila ustanovljena šola za visokošolsko izobraževanje članov reda.
Leta 1366 je bil Kniprode prvi veliki mojster, ki je na gradu Marienburg sprejel poljskega kralja Kazimirja III. Podpiral je tudi boj Hanzeatske lige proti Danski, ki se je zanje uspešno končal s sporazumom v Stralsundu. Nadaljeval je gradnjo osrednjega gradu in dal zgraditi obzidje okoli Marienburga.
Winrich von Kniprode je umrl 24. junija 1382 in bil pokopan v kapeli sv. Ane v  Marienburgu.

## Zapuščina
Winrich von Kniprode se je zaradi svoje dolge vladavine v časih relativne gospodarske in vojaške stabilnosti poleg Hermanna von Salze zapisal v zgodovino kot najslavnejši veliki mojster Tevtonskega reda. Po njem se je v 40. letih dvajsetega stoletja imenoval hitri parnik. Po njem se še vedno imenujejo ulice v nemških mestih, na primer v Wilhelmshavnu in berlinskem okrožju Prenzlauer Berg. Njegovo ime nosi katoliška osnovna šola v njegovem domnevno rojstnem kraju Monheim am Rhein.

## Sklic
1. ↑  Veröffentlichungen der Ostdeutschen Forschungsstelle im Lande Nord-Westfalen, Ausgabe 11, 1966, books.google.de